# Valantia aprica
Valantia aprica är en måreväxtart som först beskrevs av John Sibthorp och James Edward Smith, och fick sitt nu gällande namn av Pierre Edmond Boissier och Theodor Heinrich von Heldreich. Valantia aprica ingår i släktet Valantia och familjen måreväxter. Inga underarter finns listade i Catalogue of Life.